# Arthrorhaphis vacillans
Arthrorhaphis vacillans är en lavart som beskrevs av Theodor 'Thore' Magnus Fries och Almq.. Arthrorhaphis vacillans ingår i släktet Arthrorhaphis, och familjen Arthrorhaphidaceae. Arten är reproducerande i Sverige.